# وولویا
وولویا (به صربی: Voluja) یک منطقهٔ مسکونی در صربستان است که در کوچوو واقع شده‌است. وولویا ۱٬۱۲۳ نفر جمعیت دارد.